# Camera del Lavoro di Firenze
La Camera del Lavoro Metropolitana di Firenze (CdLM) nasce il 12 marzo 1893. È l'organizzazione territoriale della CGIL per la provincia di Firenze. I suoi compiti sono regolati dall'articolo 10 dello statuto della CGIL Archiviato il 20 maggio 2020 in Internet Archive.. 
Attualmente la sede della CdLM si trova in Palazzo Peruzzi - Bourbon del Monte. Nel 1954 i lavoratori fecero una colletta per comprare il Palazzo e farne la sede del sindacato dopo lo sfratto dalla precedente sede imposto dal governo.

## Storia

### Dalle origini allo scioglimento 1893 - 1898
Il 12 marzo 1893 nasce la Camera del Lavoro di Firenze. Nei primi anni la Camera del Lavoro (CdL) è impegnata a radicarsi nei territori e tra i lavoratori, organizza e sostiene scioperi e proteste per il riposo settimanale e per il salario. Come nel maggio 1896 quando la CdL offre il proprio appoggio allo sciopero delle trecciaiole guidate da Barsene Conti.
È inoltre tra le prime organizzazioni a porre il tema dei diritti delle donne lavoratrici. Dal 1896 nello statuto della CdL si chiarisce come “il lavoro della donna fosse a parità di produzione retribuito in misura uguale a quello dell'uomo”. Teresa Marchionni, sigaraia, è la prima donna a entrare nella giunta esecutiva della CdL. E già nel 1897 nasce una Federazione femminile.
Si concentra inoltre sul piano educativo e morale con la costituzione di scuole serali e l'organizzazione di conferenze e dibattiti.
Il 12 Maggio 1898 la polizia devasta la sede della Camera del Lavoro, che viene sciolta d'autorità insieme a molte altre organizzazioni operaie e socialiste, come risposta alle agitazioni contro il rincaro del pane.

### Dalla ricostituzione alla Prima Guerra Mondiale 1900 - 1914
La CdL viene ricostituita il 23 dicembre 1900, sotto la guidata dai socialisti riformisti. Nei primi anni del XX secolo promuove i primi scioperi generali fiorentini. Il 31 agosto 1902 viene proclamato sciopero generale cittadino in sostegno delle lotte al Pignone in cui per la prima volta nel contesto fiorentino le maestranze mettono in discussione la fedeltà e la subordinazione alla direzione. Il 18 settembre 1904 la CdL aderisce allo sciopero generale politico lanciato dalla Camera del Lavoro di Milano. Il gruppo dirigente fiorentino non è però convinto della scelta, anche per le dure rappresaglie subite dopo quello del 1902, e lo promuove sotto pressioni esterne. Lo sciopero a Firenze ha, anche per questo, adesioni limitate.
A causa delle dure conseguenze di due scioperi generali il movimento operaio segna un periodo di difficoltà. Dal 1906 si registra invece un aumento della conflittualità sociale e delle lotte operaie,  dagli scioperi di muratori e manovali a quelli dei contadini durante la vendemmia. Per continuare l'anno seguente con le proteste dei parrucchieri e soprattutto con lo sciopero dei tranvieri contro i licenziamenti e i diritti sindacali, avviato il 17 novembre 1907. La vertenza dura quasi quattro mesi e mette a dura prova la capacità di direzione della CdL guidata per tutto il periodo considerato da Sebastiano Del Buono.
Il 29 settembre 1906 la CdL di Firenze partecipa a Milano al Congresso di costituzione della Confederazione Generale del Lavoro (CgdL).
L'8 giugno 1914 la Camera del Lavoro proclama sciopero generale per l’uccisione di due dimostranti e il ferimento grave di un altro ad Ancona da parte della polizia durante un comizio antimilitarista, prende così avvio anche a Firenze la cosiddetta “settimana rossa”. Il 10 giugno 1914, circondata dalla polizia, la Camera del Lavoro si arrende e accetta la cessazione dello sciopero.

### Dal biennio rosso all'avvento del fascismo 1919 - 1922
Dopo la guerra, la Camera del Lavoro, ormai diretta dai socialisti intransigenti, radicalizza la sua azione politico-sindacale. Il 3 luglio 1919 guida gli scioperi contro il carovita. La CdL si organizza stabilendo i prezzi delle merci di prima necessità e di fatto assumendo il governo della città. Di fronte alla repressione la CdL dichiara la fine dello sciopero, ma i manifestanti non lasciano le strade. Il 7 luglio la situazione torna regolare grazie ad un accordo tra comune e CdL per il controllo calmierato dei prezzi. Le mobilitazioni continuano nei mesi successivi e fino al settembre 1920 quando si arriva alle occupazioni delle fabbriche.
Nel 1921 la Camera del Lavoro è impegnata, insieme a tutto il fronte socialista, a reagire alle violenze fasciste. Il 27 gennaio proclama sciopero generale contro le azioni sempre più gravi delle squadracce. I fascisti cercano di attaccare la Camera del Lavoro, ma essendo presidiata dalla polizia decidono di cambiare l'azione. Il 27 febbraio viene ucciso dai fascisti Spartaco Lavagnini, segretario regionale ferrovieri e militante comunista. Quello che segue sono altre giornate di proteste: la cosiddetta Battaglia di Firenze, durante la quale i fascisti devasteranno, con la connivenza della forza pubblica la sede della CdL e della FIOM (1 marzo).
Dopo questa data l'attività della Camera del Lavoro si fa via via più rarefatta. Il 28 giugno 1922 organizza l'ultimo sciopero contro i licenziamenti e la riduzione dei cottimi. Pochi mesi dopo la marcia su Roma avvia l'epoca della dittatura fascista. La Camera del Lavoro perde ogni capacità di azione per sciogliersi tra 1924 e 1925.

### Dalla dittatura alla Liberazione 1922 - 1944
Con la salita al potere di Mussolini le possibilità di libera associazione sindacale si assottigliano sempre più. Nelle fabbriche i sindacalisti rischiano continue bastonature e licenziamenti, le Commissioni Interne vengono sciolte e sostituite da organizzazioni fasciste. Rimangono sparute attività come quando il 1 Maggio 1923 alle Officine Muzzi il 25 per cento degli operai non si presenta al lavoro, nonostante la festa sia stata abolita dal regime.
Nel luglio 1943, a seguito dell'arresto di Mussolini, nei principali luoghi di lavoro si tenta di ricostituire le Commissioni Interne che ai primi di settembre sono già 47. Il processo sindacale si interrompe però con l'8 settembre e l'occupazione nazista.
Il 3 marzo 1944 anche a Firenze, come in altre parti d'Italia, viene organizzato lo sciopero generale contro l'occupazione tedesca. Dopo lo sciopero a Firenze, sono effettuati rastrellamenti per le strade e in particolare nei quartieri operai di Rifredi e popolari dell'Oltrarno. Oltre 300 persone sono deportate in Germania, dove circa l'80 per cento troverà la morte.

### Gli anni della ricostruzione 1944 - 1947
Il 27 settembre 1944 viene ricostituita la Camera del Lavoro (ora CCdL ovvero Camera confederale del lavoro). Il 23 febbraio 1945 celebra il I Congresso Provinciale: 118 delegati in rappresentanza di 87.000 iscritti. Il direttivo è composto da 16 membri. Tra essi solo una donna, la comunista Albertina Pistolesi, in rappresentanza della Consulta femminile.
La guida della Camera del Lavoro è strettamente nelle mani dei comunisti e lo resterà anche negli anni successivi. I primi impegni della neonata Camera confederale del Lavoro sono un ufficio di collocamento, un'assistenza previdenziale e sociale e la distribuzione dei viveri. Per i mesi successivi l'azione sindacale riguarda invece i salari e il potere di acquisto dei lavoratori, ma soprattutto sostenere la ripresa della produzione. Si tratta di un periodo di «collaborazionismo produttivo». La CGIL, arriva a convincersi che promuovere l'innovazione del sistema produttivo sia già di per sé un avanzamento per i lavoratori.
La Camera del Lavoro è particolarmente impegnata per cercare di dar risposta e rappresentanza, con risultati altalenanti, ai tanti disoccupati della provincia. L'11 gennaio 1946, ad esempio, convoca un'assemblea con 3.000 disoccupati. Tra i disoccupati prende però campo l'idea che fosse giusto allontanare le donne al lavoro per permettere nuove assunzioni. La CCdL non fa propria questa posizione anche per l'azione della Commissione consultiva femminile, ma tensioni non mancano soprattutto nel settore bancario.
Tra il 2 e il 6 maggio 1947 si tiene il III Congresso della CCdL. Si tratta dell'ultimo congresso unitario. Anche la Camera del Lavoro subisce poco dopo le scissioni che a livello nazionale daranno vita alla CISL e poi alla UIL.

### Gli anni dell'offensiva padronale 1947 - 1956
A partire dal 1947 prende avvio l'offensiva padronale per il controllo in fabbrica. La CCdL è in difficoltà, incapace di accettare la fine del precedente periodo di collaborazione e di trovare la giusta mediazione tra lotta aziendale e lotta politica generale. La conflittualità si concentra quindi soprattutto in scioperi politici come nel settembre 1954 quando proclama sciopero generale per protestare contro il Comune che rifiuta al PCI il Parco delle Cascine per la Festa Nazionale de «l'Unità».
In questi anni sono numerose le vertenze contro i licenziamenti e i tentativi di chiusura. Il 28 novembre 1950 alla Richard-Ginori i lavoratori si oppongono aa 338 licenziamenti e occupano la fabbrica per quasi due mesi. Mentre il 17 novembre 1953 si arriva all'occupazione del Pignone, all'interno della vertenza contro la decisione della proprietà di chiudere la fabbrica,la vertenza si chiuderà, non senza pesanti conseguenze per la CGIL, quando l'azienda viene rilevata dall'ENI di Enrico Mattei.
Il 16 luglio 1956 la Camera del Lavoro organizza l'importante sciopero delle fiascaie. È una lotta difficile che mette in discussione tutta una serie di stereotipi ben presenti nella stessa classe operaia, che presenta enormi difficoltà per organizzare lavoratrici sparse sul territorio e rappresenta un primo cambio di passo nelle pratiche sindacali.

### Il ritorno della centralità di fabbrica 1957 - 1965
I fallimenti di alcuni scioperi politici e l'avvio di una nuova fase in CGIL, dopo la sconfitta alla FIAT di Torino del 1955, apre lo spazio per i rinnovatori (come Elsa Massai) che chiedono di concentrarsi sulle effettive condizioni di lavoro e le richieste dei lavoratori.
In questi anni gli eventi sindacali di maggior rilievo sono lo sciopero in solidarietà della Galileo sgomberata dalla polizia durante le lotte contro 980 licenziamenti (27 gennaio 1959), gli scioperi alla SIME contro i provvedimenti disciplinari aziendali (15 febbraio 1961) e l'occupazione dello stabilimento Acqua Panna (1 luglio 1962).
La conflittualità operaia conosce un ulteriore rafforzamento nel 1963 con proteste e scioperi all'ATAF, alla Fivre e alla Rangoni (dove i lavoratori protestano per denunciare i rischi per la salute legati alla presenza del benzolo, si tratta della prima vertenza per la salute sul luogo di lavoro che continuerà anche nei mesi successivi).

### Dai diritti in fabbrica ai diritti sociali 1965 - 1974
Nel decennio 1965-1974 la Camera del Lavoro si concentra sulle lotte acquisitive, che porteranno alle conquiste dell'autunno caldo, anche grazie alla ritrovata unità sindacale, per poi dare sempre più peso ai diritti sociali come scuola, sanità, casa, aborto.
Sarà inoltre attiva nelle proteste contro la guerra in Vietnam e in solidarietà alle nascenti lotte studentesche, come quelle del gennaio 1968.
Le principali vertenze sindacali riguardano i grandi stabilimenti delle provincia ma anche settori di nuova sindacalizzazione. L'11 giugno 1968 alla Manetti & Roberts si lotta per imporre un nuovo modo di rappresentanza dei lavoratori: i comitati di reparto. Il 18-19 novembre 1968 si fermano per sciopero tutti i settori pubblici. Il 24 febbraio 1970 alla STICE il Comitato Sindacale Unitario comincia una vertenza sulla presenza di poliuretani al grido di “la fabbrica uccide”.
Il 23 luglio 1971 e il 30 marzo 1972 i lavoratori del Pignone strappano due importanti accordi sull'abolizione del cottimo, l'inquadramento unico e la salute e sicurezza sul lavoro.
Nel corso degli anni Settanta anche nella Camera del Lavoro si rafforzano le posizioni del movimento femminista che in quegli anni conosce un rapido sviluppo. Il 5 marzo 1974, ad esempio, l'attivo provinciale unitario delle lavoratrici componenti i consigli aziendali, gli organi dirigenti del sindacato e gli apparati tecnici si conclude col rifiuto di accettare il regalo che ormai da anni la CCdL faceva alle donne in occasione della festa della donna. Si decide invece di organizzare un dibattito sull'occupazione femminile e di devolvere le somme del regalo alle fabbriche occupate.

## Organizzazione
La CdLM di Firenze è parte integrante della Confederazione Generale Italiana del Lavoro (Cgil), è organizzata in uffici e servizi, per la struttura confederale, e in sindacati di categoria.
È una struttura orizzontale della CGIL.
La Segreteria è l’organismo esecutivo che dirige e attua le politiche decise dal Comitato Direttivo e dall'Assemblea generale e coordina l'attività politica, gli uffici e i servizi della CdLM.
La Segreteria è composta dalla Segretaria generale della CdLM e dai Segretari il cui numero può variare. La Segreteria agisce e funziona collegialmente. Ai Segretari viene affidato il compito, in base agli incarichi operativi loro affidati (le cosiddette deleghe), di definire le politiche comuni della Cgil di Firenze in ordine alle diverse tematiche e aree di attività (Organizzazione, Gestione Risorse e Servizi, Salute e Sicurezza, Immigrazione, Mercato del lavoro, Politiche giovanili, Legalità, Ambiente, Politiche di genere, Contrattazione, Appalti pubblici e privati, Cultura, etc.).
La CdLM di Firenze è presente oltre che nel Comune di Firenze con la sua sede centrale, anche nei Comuni del territorio dell'area metropolitana. La sua struttura organizzativa fuori dal Comune è articolata attualmente in 12 Camere del Lavoro e in 7 zone (Empolese Valdelsa, Valdarno, Valdisieve, Chianti, Mugello, Scandicci e Signe, Piana fiorentina) che coordinano l'attività Confederale e i diversi presidi territoriali. Nelle zone, oltre alla struttura principale della Confederazione, si trovano le Categorie e i Servizi.
Compito della CdLM è dirigere l’azione sindacale del territorio, promuovere e gestire le vertenzialità territoriali su temi di interesse generale che toccano l’insieme di lavoratori/lavoratrici, cittadine/cittadini e pensionate/pensionati, rapportandosi all'occorrenza con le Istituzioni cittadine, le Associazioni datoriali, il mondo sindacale, quello dell’associazionismo e del volontariato. La CdLM di Firenze promuove e tiene viva l’organizzazione sindacale nel suo complesso, con particolare riguardo ai problemi generali dello sviluppo economico e del miglioramento delle condizioni di vita dei cittadini e delle cittadine nel territorio. I sindacati di categoria conducono le attività contrattuali collettive riferite ai settori di riferimento e organizzano la tutela dei diritti individuali delle iscritte/iscritti e dei lavoratori/delle lavoratrici.
La CdLM di Firenze, al pari della CGIL nazionale, comprende 12 Categorie che organizzano e tutelano gli iscritti sulla base della settore o del comparto cui appartiene l'azienda o l'ente in cui prestano la loro opera. Le categorie rappresentano e assistono i lavoratori e le lavoratrici attraverso l’attività sindacale, negoziale e contrattuale.
Tra le categorie è presente anche lo SPI CGIL di Firenze che organizza e tutela i pensionati e le pensionate di tutte le categorie. La sua attività si articola attraverso l'attività svolta dalle Leghe, strutture di base dello SPI elette dal Congresso.
La Camera del Lavoro Metropolitana di Firenze ha mantenuto la forma del Coordinamento Donne come luogo deputato alla discussione, approfondimento e divulgazione delle politiche di genere e delle politiche sindacali lette in un'ottica di genere. Il Coordinamento è un luogo aperto, trasversale alle categorie e ai livelli di impegno sindacale: requisito unico per partecipare ai suoi lavori è l’iscrizione alla Cgil. Il Coordinamento non limita la sua attività all’ambito della Cgil, ma interagisce con Istituzioni e con Associazioni di donne presenti sul territorio: in questo modo contribuisce a creare una rete di informazioni e di opportunità a disposizione delle donne.

### I servizi e gli sportelli
All'interno della CdLM di Firenze si trovano inoltre SERVIZI e SPORTELLI.
I SERVIZI hanno il compito di realizzare la tutela dei diritti individuali.
CAAF: fornisce assistenza nell’adempimento degli obblighi fiscali dei lavoratori dipendenti e dei pensionati iscritti e non iscritti al Sindacato (esempio: 730, Unico, Ici, Red, Isee, contenzioso tributario e successioni).
INCA: fornisce informazioni, assistenza, tutela in sede amministrativa e, se necessario, in sede giudiziaria per l’esercizio dei diritti previdenziali, sociali e sanitari. All'interno dell'INCA è presente lo Sportello Immigrati, che offre consulenza e disbrigo pratiche per cittadinanza e permessi di soggiorno, informazioni contrattuali di base.
UVL Archiviato il 15 giugno 2020 in Internet Archive. (Ufficio Vertenze Legali): offre agli iscritti assistenza tecnica, contrattuale e legale. Promuove e gestisce, se necessario, attraverso legali convenzionati, le azioni legali necessarie davanti alla magistratura competente.
GLI SPORTELLI
Sportello Donna chiama Donna: è rivolto a quelle donne che stanno affrontando situazioni problematiche, sia di natura privata che sul posto di lavoro: dalle molestie allo stalking, dalle vessazioni alle discriminazioni ecc. Nella sua attività lo sportello si avvale della collaborazione di un'avvocata e di una psicologa.
Sportello Oplà: non si trova nella CdLM ma all'interno di alcuni presidi ospedalieri; è il servizio della Cgil Firenze per aiutare chi ha patologie oncologiche e ha bisogno di assistenza su lavoro e previdenza.
Sportello SOL: fornisce assistenza, informazione e rappresentanza sindacale a tutti coloro che si trovano in stato di disoccupazione. Offre servizi di orientamento e attività formative.

## I Segretari generali della Cgil Firenze
1893-1895 Antonio Conti presidente giunta esecutiva
1896-1898 Ezio Stecchi presidente - Sebastiano Del Buono segretario
...
1900- 1914 Sebastiano Del Buono
1915-1919 Giuseppe Puglioli
1919-1924 (ca) Filiberto Smorti
...
1944-1946 Renato Bitossi
1946-1956 Giulio Montelatici
1956-1960 Renato Bitossi
1960-1965 Vasco Palazzeschi
1965-1971 Gianfranco Bartolini
1971-1975 Gianfranco Rastrelli
1975-1979 Novello Pallanti
1979-1981 Alvaro Agrumi
1981-1990 Guido Sacconi
1990-1994 Carlo Alberto Giani
1994-2000 Riccardo Nencini
2000-2007 Alessio Gramolati
2007-2015 Mauro Fuso
2015-2023 Paola Galgani
2023 Bernardo Marasco

## I Congressi della Cgil Firenze dal 1945 ad oggi
Camera confederale del Lavoro (CcdL) di Firenze
I Congresso 23 Febbraio 1945
II Congresso 15 - 17 maggio 1946
III Congresso 2 - 6 maggio 1947
IV Congresso 11 - 13 settembre 1949
V Congresso 10 - 12 ottobre 1952
VI Congresso 19 - 22 gennaio 1956
VII Congresso 12 - 14 Aprile 1957
VIII Congresso 17 - 20 marzo 1960
IX Congresso 18 - 21 marzo 1965
X Congresso 29 maggio - 2 giugno 1969
Congresso straordinario 7 - 9 luglio 1972
XI Congresso 13 - 16 giugno 1973
XII Congresso 12 - 15 maggio 1977
Camera del Lavoro Territoriale (CdLT) di Firenze
I Congresso 2 - 4 luglio 1981
II Congresso 9 - 11 gennaio 1986
III Congresso 17 - 19 settembre 1991
Camera del Lavoro Metropolitana (CdLM) di Firenze
IV Congresso 23 - 25 maggio 1996
V Congresso 17 - 19 dicembre 2001
VI Congresso 18 - 20 gennaio 2006
VII Congresso 4 - 5 marzo 2010
VIII Congresso 6 - 7 marzo 2014
IX Congresso 18 - 19 ottobre 2018
X Congresso 4 - 5 gennaio 2023